# 崇尚麻里子
《崇尚麻里子》（日语：上からマリコ）是日本組合AKB48的第24張單曲，於2011年12月7日由King Records發行。

## 概要
單曲分為Type-A、Type-K、Type-B和劇場盤，總共四個版本。《崇尚麻里子》和《耶誕夜》收錄於所有版本，它們的音樂錄影帶則收錄於劇場盤以外的所有版本；第24張單曲選拔猜拳大會 紀實影像（前篇）、《鄰人不受傷》和其音樂錄影帶收錄於Type-A；第24張單曲選拔猜拳大會 紀實影像（中篇）、《零和太陽》和其音樂錄影帶收錄於Type-K；第24張單曲選拔猜拳大會 紀實影像（後篇）、篠田麻里子專訪 – 訪問者PUCCHO軟糖君、《暱稱Fantasy》和其音樂錄影帶收錄於Type-B；《跑吧！企鵝、》劇場盤發賣紀念大握手會參加券和劇場盤生寫真收錄於劇場盤。除了劇場盤，三個版本在初回期間均附有一張生寫真和單曲握手會抽選明信片一張。
2011年10月29日，AKB48在東京體育場舉行的《飛翔入手》握手會中宣佈以初次成為中心成員的篠田麻里子的名稱來命名單曲，並取名為《崇尚麻里子》，這是AKB48首次用成員名字來命名單曲。原本單曲是以《跑吧！企鵝》作為A面曲，但是由於歌曲與猜拳大會勝出的篠田麻里子形象截然不同，因此改為採用《崇尚麻里子》。單曲封面以被放大的篠田麻里子配合其他被縮小的選拔成員組成。《崇尚麻里子》音樂錄影帶的導演是高橋榮樹。

## 宣傳
12月5日，AKB48在澀谷站上方刊登單曲宣傳海報。AKB48在《MUSIC STATION》、《Coming Soon!!》和《MUSIC JAPAN》等音樂節目也有宣傳單曲。

## 反應
單曲在發售首天，憑95.9萬銷量取得Oricon公信榜日榜第一位，歷代首日銷量僅次於同樣是AKB48單曲的《飛翔入手》（102.6萬）和《風正在吹》（104.6萬）排第三位，與第一屆猜拳大會單曲《機會的順序》（47.1萬）相比，首日銷量增加一倍。單曲在發售首週以119.9萬銷量奪得Oricon週榜冠軍，連續11張單曲取得週榜冠軍，與早安少女組。並列，另外連續四張單曲在發售首週取得過百萬銷量，刷新自己保持的紀錄，而且在2011年發行的五張單曲全數取得過百萬銷量，總計有6張單曲取得過百萬銷量，取代Pink Lady、安室奈美惠、濱崎步和宇多田光成為最多百萬銷量單曲的女藝人，並且追平GLAY在1999年2月憑《Winter,again》創下的紀錄。
AKB48憑此單曲、《變成櫻花樹》、《Everyday、髮箍》、《飛翔入手》和《風正在吹》名列2011年Oricon單曲年榜首五位，刷新由Pink Lady、光GENJI和嵐創下的首三位的紀錄，同時五張單曲均取得過百萬銷量，刷新由Mr.Children創下的四張百萬單曲的紀錄，並且憑734.6萬張成為歷來單曲年榜總銷量的第一位。

## 選拔成員
單曲的選拔成員通過AKB48第24張單曲選拔猜拳大會決定，16位勝出的成員演唱《崇尚麻里子》。Team A、Team K、Team B和Team 4成員則分別演唱《鄰人不受傷》、《零和太陽》、《暱稱Fantasy》和《跑吧！企鵝》。

### 崇尚麻里子
（中央位置：篠田麻里子）
- Team A：大家志津香、小嶋陽菜、篠田麻里子和前田亞美
- Team K：秋元才加、梅田彩佳、藤江丽奈和峯岸南
- Team B：河西智美、北原里英和佐藤堇
- Team 4：山內鈴蘭
- Team 研究生：小林茉里奈
- SKE48 Team S：桑原瑞希
- NMB48 Team N：山口夕輝
- NMB48 研究生：肥川彩愛

### 耶誕夜
- Team A：多田愛佳、小嶋陽菜、指原莉乃、篠田麻里子、高城亞樹、高橋南和前田敦子
- Team K：板野友美、大島優子、峯岸南、宮澤佐江和橫山由依
- Team B：河西智美、柏木由紀、北原里英、佐藤堇和渡邊麻友
- SKE48 Team S：松井珠理奈和松井玲奈
- NMB48 Team N：山本彩

### 鄰人不受傷
- Team A：岩佐美咲、多田愛佳、大家志津香、片山陽加、倉持明日香、小嶋陽菜、指原莉乃、篠田麻里子、高城亞樹、高橋南、仲川遙香、中田千智、仲谷明香、前田敦子、前田亞美和松原夏海

### 零和太陽
- Team K：秋元才加、板野友美、內田真由美、梅田彩佳、大島優子、菊地彩香、田名部生來、中塚智實、仁藤萌乃、野中美鄉、藤江丽奈、松井咲子、峯岸南、宮澤佐江、橫山由依和米澤瑠美

### 暱稱Fantasy
- Team B：石田晴香、河西智美、柏木由紀、北原里英、小林香菜、小森美果、佐藤亞美菜、佐藤堇、佐藤夏希、鈴木紫帆里、鈴木玛莉亚、近野莉菜、平嶋夏海、增田有華、宮崎美穗和渡邊麻友

### 跑吧！企鵝
- Team 4：阿部玛利亚、市川美織、入山杏奈、島崎遙香、島田晴香、竹内美宥、永尾玛利亚、仲俁汐里、山內鈴蘭和中村麻里子

## 歌曲列表
| Type-A | Type-A                   | Type-A | Type-A     | Type-A   | Type-A |
| 曲序   | 曲目                     |        | 作曲       | 編曲     | 时长   |
| ------ | ------------------------ | ------ | ---------- | -------- | ------ |
| 1.     | 《崇尚麻里子》（上からマリコ）       | 秋元康 | 川浦正大   | 生田真心 | 4:37   |
| 2.     | 《耶誕夜》（ノエルの夜）           | 秋元康 | 奧田もとい | 若田部誠 | 4:08   |
| 3.     | 《鄰人不受傷》（隣人は傷つかない）       | 秋元康 | 佐佐木裕   | 佐佐木裕 | 3:31   |
| 4.     | 《崇尚麻里子》（純音樂） |        | 川浦正大   | 生田真心 | 4:37   |
| 5.     | 《耶誕夜》（純音樂）     |        | 奧田もとい | 若田部誠 | 4:08   |
| 6.     | 《鄰人不受傷》（純音樂） |        | 佐佐木裕   | 佐佐木裕 | 3:31   |

| Type-K | Type-K                   | Type-K | Type-K     | Type-K   | Type-K |
| 曲序   | 曲目                     |        | 作曲       | 編曲     | 时长   |
| ------ | ------------------------ | ------ | ---------- | -------- | ------ |
| 1.     | 《崇尚麻里子》           | 秋元康 | 川浦正大   | 生田真心 | 4:37   |
| 2.     | 《耶誕夜》               | 秋元康 | 奧田もとい | 若田部誠 | 4:08   |
| 3.     | 《零和太陽》（ゼロサム太陽）         | 秋元康 | 俊龍       | Sizuk    | 4:14   |
| 4.     | 《崇尚麻里子》（純音樂） |        | 川浦正大   | 生田真心 | 4:37   |
| 5.     | 《耶誕夜》（純音樂）     |        | 奧田もとい | 若田部誠 | 4:08   |
| 6.     | 《零和太陽》（純音樂）   |        | 俊龍       | Sizuk    | 4:14   |

| Type-B | Type-B                             | Type-B | Type-B     | Type-B           | Type-B |
| 曲序   | 曲目                               |        | 作曲       | 編曲             | 时长   |
| ------ | ---------------------------------- | ------ | ---------- | ---------------- | ------ |
| 1.     | 《崇尚麻里子》                     | 秋元康 | 川浦正大   | 生田真心         | 4:37   |
| 2.     | 《耶誕夜》                         | 秋元康 | 奧田もとい | 若田部誠         | 4:08   |
| 3.     | 《呼び捨てファンタジー》（呼び捨てファンタジー）       | 秋元康 | 小川コータ | 野中「まさ」雄一 | 3:27   |
| 4.     | 《崇尚麻里子》（純音樂）           |        | 川浦正大   | 生田真心         | 4:37   |
| 5.     | 《耶誕夜》（純音樂）               |        | 奧田もとい | 若田部誠         | 4:08   |
| 6.     | 《呼び捨てファンタジー》（純音樂） |        | 小川コータ | 野中「まさ」雄一 | 3:27   |

| 劇場盤 | 劇場盤                   | 劇場盤 | 劇場盤     | 劇場盤           | 劇場盤 |
| 曲序   | 曲目                     |        | 作曲       | 編曲             | 时长   |
| ------ | ------------------------ | ------ | ---------- | ---------------- | ------ |
| 1.     | 《崇尚麻里子》           | 秋元康 | 川浦正大   | 生田真心         | 4:37   |
| 2.     | 《耶誕夜》               | 秋元康 | 奧田もとい | 若田部誠         | 4:08   |
| 3.     | 《跑吧！企鵝》（走れ!ペンギン）       | 秋元康 | 織田哲郎   | 野中「まさ」雄一 | 4:03   |
| 4.     | 《崇尚麻里子》（純音樂） |        | 川浦正大   | 生田真心         | 4:37   |
| 5.     | 《耶誕夜》（純音樂）     |        | 奧田もとい | 若田部誠         | 4:08   |
| 6.     | 《跑吧！企鵝》（純音樂） |        | 織田哲郎   | 野中「まさ」雄一 | 4:03   |

## 音樂合作
| 曲名        | 音樂合作                                                        |
| ----------- | --------------------------------------------------------------- |
| 崇尚麻里子  | 味覺糖廣告歌 光TV節目《微妙～》的廣告歌                         |
| 耶誕夜      | 7-Eleven廣告歌 Seven & i Holdings廣告歌                         |
| 鄰人不受傷  | 日本惠普公司「日本HP SUPPORT ANGELS NEXT starring AKB48」廣告歌 |
| 暱稱Fantasy | 家庭教師Try廣告歌                                               |

## 外部連結
- AKB48官方YouTube频道公开播放影片：
  - YouTube上的《崇尚麻里子》PV
  - YouTube上的《耶誕夜》PV預覽版

- 單曲日文官方網頁（KING RECORDS）（日語）
  - Type-A （页面存档备份，存于）
  - Type-K （页面存档备份，存于）
  - Type-B （页面存档备份，存于）
  - 劇場盤 （页面存档备份，存于）